# Tête colorée de Brive
Tête noire de Brive
Le Tête colorée de Brive (TCB), à l'origine nommé Tête noire de Brive (TNB), est une race de pigeon domestique originaire de France. C'est une race classée comme pigeon de forme.

## Origine et historique
Les origines de la race remontent au XIXe siècle. C'est un oiseau de ferme que l'on trouvait déjà dans la région de Brive-la-Gaillarde, en Corrèze, dans les années 1880. Délaissée, la race a failli disparaître dans les années 1940. C'est l'éleveur Roger Moreau qui se lance dans la sauvegarde et la sélection de celle-ci au tout début des années 1950. Il la nomme « Tête noire de Brive » en 1959. À la même période, Jean Mage, abbé à Larche, se lance aussi dans la sélection. C'est le travail des deux éleveurs qui font finalement reconnaître la race. Un projet de standard est proposé en 1972. Il est finalement reconnu en 1978. Le Club Français du pigeon Tête Noire de Brive est créé l'année suivante,,.

## Description
C'est un pigeon de taille moyenne, pouvant atteindre une taille de 41 cm et un poids de 650 g. C'est un oiseau à l'allure fière. Il a l'iris des yeux d'un rouge orangé, un cou épais et court, la poitrine large, des ailes fortes, une queue bien serrée, et des pattes nues. Son vol est fort et puissant.
Chez cette race, seul le plumage de couleur noire était disponible. En 2012, un travail de sélection est réalisé pour créer de nouvelles couleurs. Trois sont ainsi obtenues : bleu, rouge et jaune. Cette même année la race est renommée : le Tête noire de Brive devient le Tête colorée de Brive.

## Élevage
C'est un pigeon de caractère difficile à élever. Il est vif, méfiant et indépendant. En raison de son envergure (autour de 78 cm), il a besoin d'espace. Élevé pour les concours et expositions, il est délicat d'obtenir des oiseaux de qualité. Le gène de la coloration du plumage est récessif.
L'oiseau est rustique et bon reproducteur. Certains mâles peuvent atteindre les 800 g.

## Standard
Créé en 1978, le standard est géré par la France (F/047). La race appartient à la catégorie des pigeons de forme, et les oiseaux sont bagués avec une bague de 10 mm.